# Minamoto no Shigenobu
Minamoto no Shigenobu (源重信, 922-995 , conhecido como Sadaijin Rokujō ), era um Kugyō (nobre) do período Heian da história do Japão.

## Início da vida
Shigenobu  era quarto filho do Príncipe Atsumi e neto do Imperador Uda e por isso pertencendo ao ramo Uda Genji do Clã Minamoto.

## Carreira
Shigenobu serviu os seguintes imperadores: Suzaku (941 - 946), Murakami (946 - 967), Reizei (967 - 969), En'yu  (969 - 984), Kazan  (984 - 986) e Ichijo (986 - 995).
Shigenobu entrou para a Corte em 941 durante o reinado do Imperador Suzaku para servir no Kurōdodokoro e em 948 foi nomeado Mamoru Mimasaka (governador da Província de Mimasaka).
Em 951 já no governo do Imperador Murakami Shigenobu foi transferido para o Konoefu (Guarda do Palácio), com o posto de Chūjō (Comandante), e em 952 nomeado concomitantemente Mino Gonmori (governador da Província de Mino) e em 955 é transferido para o Hyoefu (Guarda Samurai) como Toku (comandante). E em 960 Shigenobu é promovido a Sangi.
Em 968, no governo do Imperador Reizei foi nomeado Mamoru Harima (governador da Província de Harima). Shigenobu estava crescendo rapidamente na Corte acompanhando o crescimento de seu irmão Masanobu, até que 968 ocorre o chamado Incidente An'na (An'na no hen), uma luta interna no interior do clã Fujiwara para ver quem deveria ser o Kanpaku (regente) no qual em 969 a conclusão do inquérito levou Minamoto no Takaakira a ser acusado de traição. Como Shigenobu era casado com uma das filhas de Takaakira ficou com sua carreira paralisada após a queda do sogro.
Quando Takaakira foi perdoado, ocorre também a continuação da carreira de Shigenobu: em 972, no reinado do Imperador En'yu é promovido a Gonchunagon (Chūnagon provisório), sendo efetivado Chūnagon em 975. Em 978 Shigenobu é promovido a Dainagon.
Shigenobu se tornou Udaijin em 991 durante o reinado do Imperador Ichijo até 994 quando se tornou Sadaijin ocupando o cargo de seu irmão mais velho até vir a falecer no ano seguinte aos 73 anos de idade.